# 1967-es Le Mans-i 24 órás verseny
A 35. Le Mans-i 24 órás versenyt 1967. június 10. és június 11. között rendezték meg.

## Végeredmény
|    | Kategória | #  | Csapat                         | Versenyzők                          | Modell                       | Motor                   | Körök |
| -- | --------- | -- | ------------------------------ | ----------------------------------- | ---------------------------- | ----------------------- | ----- |
| 1  | P +5.0    | 1  | Shelby-American Inc.           | Dan Gurney A. J. Foyt               | Ford GT40 Mk.IV              | Ford 7.0L V8            | 388   |
| 2  | P 5.0     | 21 | SpA Ferrari SEFAC              | Ludovico Scarfiotti Mike Parkes     | Ferrari 330 P4               | Ferrari 4.0L V12        | 384   |
| 3  | P 5.0     | 24 | Equipe Nationale Belge         | Willy Mairesse Jean Blaton          | Ferrari 330 P4               | Ferrari 4.0L V12        | 377   |
| 4  | P +5.0    | 2  | Shelby-American Inc.           | Bruce McLaren Mark Donohue          | Ford GT40 Mk.IV              | Ford 7.0L V8            | 359   |
| 5  | P 2.0     | 41 | Porsche System Engineering     | Jo Siffert Hans Herrmann            | Porsche 907/6L               | Porsche 2.0L Flat-6     | 358   |
| 6  | P 2.0     | 38 | Porsche System Engineering     | Rolf Stommelen Jochen Neerpasch     | Porsche 910/6K               | Porsche 2.0L Flat-6     | 351   |
| 7  | S 2.0     | 37 | Porsche System Engineering     | Vic Elford Ben Pon                  | Porsche 906K Carrera 6       | Porsche 2.0L Flat-6     | 327   |
| 8  | S 2.0     | 66 | Christian Poirot               | Christian Poirot Gerhard Koch       | Porsche 906 Carrera 6        | Porsche 2.0L Flat-6     | 321   |
| 9  | P 1.3     | 46 | Société des Automobiles Alpine | Henri Grandsire José Rosinski       | Alpine A210                  | Renault-Gordini 1.3L I4 | 321   |
| 10 | P 1.3     | 49 | Ecurie Savin-Calberson         | André de Cortanze Alain LeGuellec   | Alpine A210                  | Renault-Gordini 1.3L I4 | 318   |
| 11 | GT 5.0    | 28 | Scuderia Filipinetti           | Dieter Spoerry Gianwirco Steinemann | Ferrari 275 GTB/C            | Ferrari 3.3L V12        | 317   |
| 12 | P 1.3     | 48 | Ecurie Savin-Calberson         | Roger Delageneste Jacques Cheinisse | Alpine A210                  | Renault-Gordini 1.3L I4 | 311   |
| 13 | P 1.6     | 45 | Société des Automobiles Alpine | Mauro Bianchi Jean Vinatier         | Alpine A210                  | Renault-Gordini 1.5L I4 | 311   |
| 14 | GT 2.0    | 42 | Auguste Veuillet               | Robert Buchet Herbert Linge         | Porsche 911S                 | Porsche 2.0L Flat-6     | 308   |
| 15 | P 1.3     | 51 | Donald Healey Motor Company    | Clive Baker Andrew Hedges           | Austin-Healey Sprite Le Mans | BMC 1.3L I4             | 289   |
| 16 | P 1.3     | 64 | Ecurie du Maine                | Marcel Martin Jean Mesange          | Abarth 1300OT                | Fiat 1.3L I4            | 262   |

## Nem ért célba
|    | Kategória | #  | Csapat                                            | Versenyzők                               | Modell                            | Motor                   | Körök |
| -- | --------- | -- | ------------------------------------------------- | ---------------------------------------- | --------------------------------- | ----------------------- | ----- |
| 17 | P 5.0     | 19 | SpA Ferrari SEFAC                                 | Günther Klass Peter Sutcliffe            | Ferrari 330 P4                    | Ferrari 4.0L V12        | 296   |
| 18 | P +5.0    | 57 | Shelby-American Inc.                              | Ronnie Bucknum Paul Hawkins              | Ford GT40 Mk.IIB                  | Ford 7.0L V8            | 271   |
| 19 | P +5.0    | 7  | Chaparral Cars Inc.                               | Phil Hill Mike Spence                    | Chaparral 2F                      | Chevrolet 7.0L V8       | 225   |
| 20 | P 1.3     | 47 | Société des Automobiles Alpine                    | Jean-Claude Andruet Robert Bouharde      | Alpine A210                       | Renault-Gordini 1.3L I4 | 219   |
| 21 | P 5.0     | 23 | Maranello Concessionaires                         | Richard Attwood Piers Courage            | Ferrari 412P                      | Ferrari 4.0L V12        | 208   |
| 22 | P 1.15    | 56 | Ecurie Savin-Calberson                            | Gerard Larrousse Patrick Depailler       | Alpine A210                       | Renault-Gordini 1.0L I4 | 204   |
| 23 | P 1.15    | 55 | North American Racing Team (NART)                 | Jean-Luc Thérier Francois Chevalier      | Alpine M64                        | Renault-Gordini 1.0L I4 | 201   |
| 24 | P +5.0    | 3  | Holman & Moody                                    | Mario Andretti Lucien Bianchi            | Ford GT40 Mk.IV                   | Ford 7.0L V8            | 188   |
| 25 | P +5.0    | 6  | Holman & Moody Ford France S.A.                   | Jo Schlesser Guy Ligier                  | Ford GT40 Mk.IIB                  | Ford 7.0L V8            | 183   |
| 26 | S 5.0     | 16 | Ford France S.A.                                  | Pierre Dumay Henri Greder                | Ford GT40 Mk.I                    | Ford 4.7L V8            | 179   |
| 27 | P +5.0    | 5  | Holman & Moody                                    | Roger McCluskey Frank Gardner            | Ford GT40 Mk.IIB                  | Ford 7.0L V8            | 179   |
| 28 | GT +5.0   | 9  | Dana Chevrolet Inc.                               | Bob Bondurant Dick Guldstrand            | Chevrolet Corvette                | Chevrolet 7.0L V8       | 167   |
| 29 | P 2.0     | 29 | Equipe Matra Sports                               | Jean-Pierre Beltoise Johnny Servoz-Gavin | Matra MS630                       | BRM 2.0L V8             | 155   |
| 30 | P 5.0     | 25 | North American Racing Team (NART)                 | Pedro Rodríguez Giancarlo Baghetti       | Ferrari 412P                      | Ferrari 4.0L V12        | 144   |
| 31 | GT 2.0    | 67 | Pierre Boutin                                     | Pierre Boutin Patrice Sanson             | Porsche 911S                      | Porsche 2.0L Flat-6     | 134   |
| 32 | GT 2.0    | 60 | Philippe Farjon                                   | Philippe Farjon André Wicky              | Porsche 911S                      | Porsche 2.0L Flat-6     | 126   |
| 33 | S 5.0     | 18 | Scuderia Filipinetti                              | Umberto Maglioli Mario Casoni            | Ford GT40 Mk.I                    | Ford 4.7L V8            | 116   |
| 34 | P 5.0     | 20 | SpA Ferrari SEFAC                                 | Chris Amon Nino Vaccarella               | Ferrari 330 P3 Spyder             | Ferrari 4.0L V12        | 105   |
| 35 | P 2.0     | 40 | Porsche System Engineering                        | Gerhard Mitter Jochen Rindt              | Porsche 907/6L                    | Porsche 2.0L Flat-6     | 103   |
| 36 | P +5.0    | 8  | Chaparral Cars Inc.                               | Bob Johnson Bruce Jennings               | Chaparral 2F                      | Chevrolet 7.0L V8       | 91    |
| 37 | P 5.0     | 22 | Scuderia Filipinetti                              | Jean Guichet Herbert Müller              | Ferrari 412P                      | Ferrari 4.0L V12        | 88    |
| 38 | P +5.0    | 4  | Holman & Moody                                    | Denis Hulme Lloyd Ruby                   | Ford GT40 Mk.IV                   | Ford 7.0L V8            | 86    |
| 39 | P 2.0     | 39 | Porsche System Engineering                        | Udo Schütz Joe Buzzetta                  | Porsche 910/6L                    | Porsche 2.0L Flat-6     | 84    |
| 40 | P 1.15    | 58 | Société des Automobiles Alpine                    | Philippe Vidal Leo Cella                 | Alpine A210                       | Renault-Gordini 1.0L I4 | 67    |
| 41 | P +5.0    | 14 | John Wyer Automotive Engineering                  | David Piper Richard Thompson             | Mirage M1 (Ford GT40 Lightweight) | Ford 5.7L V8            | 59    |
| 42 | GT 5.0    | 17 | Claude Dubois                                     | Claude Dubois Chris Tuerlinckx           | Ford-Shelby Mustang GT350         | Ford 4.7L V8            | 58    |
| 43 | P 2.0     | 30 | Equipe Matra Sports                               | Jean-Pierre Jaussaud Henri Pescarolo     | Matra MS630                       | BRM 2.0L V8             | 55    |
| 44 | P 1.6     | 44 | Team Elite                                        | David Preston John Wagstaff              | Lotus Europa Mk.47                | Ford Cosworth 1.6L I4   | 42    |
| 45 | P 1.15    | 53 | S.E.C. Automobiles CD                             | André Guilhaudin Alain Bertaut           | CD SP66C                          | Peugeot 1.1L I4         | 35    |
| 46 | P 5.0     | 26 | North American Racing Team (NART)                 | Ricardo Rodriguez Chuck Parsons          | Ferrari 365 P2                    | Ferrari 4.4L V12        | 30    |
| 47 | P +5.0    | 15 | John Wyer Automotive Engineering                  | Jacky Ickx Brian Muir                    | Mirage M1 (Ford GT40 Lightweight) | Ford 5.7L V8            | 29    |
| 48 | P 1.15    | 52 | S.E.C. Automobiles CD                             | Dennis Dayan Claude Ballot-Léna          | CD SP66C                          | Peugeot 1.1L I4         | 25    |
| 49 | P +5.0    | 12 | Lola Cars Ltd. / Team Surtees                     | Peter de Klerk Chris Irwin               | Lola T70 Mk.III                   | Aston Martin 5.0L V8    | 25    |
| 50 | S 5.0     | 62 | John Wyer Automotive Engineering / Viscount Downe | Mike Salmon Brian Redman                 | Ford GT40 Mk.I                    | Ford 4.7L V8            | 20    |
| 51 | P 1.15    | 54 | Roger Nathan Racing Ltd.                          | Roger Nathan Mike Beckwith               | Costin Nathan                     | Hillman 1.0L I4         | 15    |
| 52 | P 1.3     | 50 | Marcos Racing Ltd.                                | Chris J. Lawrence Jem Marsh              | Marcos Mini Marcos GT             | BMC 1.3L I4             | 13    |
| 53 | P +5.0    | 11 | Lola Cars Ltd. / Team Surtees                     | John Surtees David Hobbs                 | Lola T70 Mk.III                   | Aston Martin 5.0L V8    | 3     |
| 54 | GT 2.0    | 43 | "Franc"                                           | Jacques Dewes Anton Fischhaber           | Porsche 911S                      | Porsche 2.0L Flat-6     | 2     |